# Östtimor
Östtimor eller Timor-Leste, formellt Demokratiska republiken Östtimor, är en önation i Sydostasien. Landet utgörs av den östra delen av ön Timor, exklaven Oe-Cusse Ambeno på den nordvästra delen av ön och de närliggande öarna Atauro och Jaco. Landet har landgräns mot Indonesien, och söder om landet, på andra sidan Timorsjön, ligger Australien.
Östtimor koloniserades av Portugal på 1500-talet och var känt som Portugisiska Timor till och med 28 november 1975, när Revolutionära fronten för ett självständigt Östtimor (Fretilin) utropade landet självständigt. Nio dagar senare invaderade Indonesien och ockuperade landet, som då utropades till Indonesiens 27:e provins. Detta ledde till en våldsam konflikt som sträckte sig över flera decennier. 1999 hölls en omröstning om självständighet med stöd av Förenta nationerna, och landet blev slutligen självständigt 20 maj 2002.

## Etymologi
Namnet Timor kommer från ordet timur, som betyder ”öster” på malajiska. Timor-Leste är det portugisiska namnet för Östtimor.

## Historia
Efter att ha lytt under kolonialmakten Portugal sedan 1600-talet förklarade sig Östtimor självständigt den 28 november 1975.
Endast nio dagar senare, den 7 december 1975, invaderade Indonesien Östtimor och utropade det till landets tjugosjunde provins.
USA:s president Gerald Ford besökte Indonesien tillsammans med Henry Kissinger alldeles före invasionen och gav sitt godkännande för invasionen. Den amerikanska regeringen, som deklarerat Suharto som "en man i vår smak", valde dessutom att stödja den indonesiske diktatorn till den grad att den senare tillsatta sanningskommissionen drog slutsatsen att det militära utrustningsstödet varit avgörande för Indonesiens framgång.
| ” | U.S. supplied weaponry was crucial to Indonesia's capacity to intensify military operations from 1977 in its massive campaigns to destroy the Resistance in which aircraft supplied by the United States played a crucial role. | „ |
| – | |   |

Mellan 1975 och 1999 höll Indonesien Östtimor i ett järngrepp med hjälp av övergrepp, lönnmord och politiska fängslanden. Över 200 000 människor dödades av regeringens soldater. 
Den 12 november 1991 öppnade indonesiska styrkor eld mot tusentals obeväpnade civila vid kyrkogården Santa Cruz i Dili och minst 270 människor dödades. Massakern fångades på film av journalisten Max Stahl. Händelsen, som blivit känd som massakern vid Santa Cruz, har setts som en vändpunkt för kampen mot Indonesiens ockupation.
Självständighetskampen kunde dock aldrig helt slås ner. Den leddes av gerillarörelsen Falintil. Till slut, efter internationella påtryckningar, tvingades Indonesien att hålla en folkomröstning i slutet av augusti 1999 om Östtimor skulle bli självständigt eller inte. 98,6 % av de röstberättigade deltog och 78,5 % av dem röstade för självständighet.
Efter valet genomförde den pro-indonesiska milisen (med stöd av den regelrätta indonesiska armén) ett antal räder där ett stort, men okänt, antal människor dödades, våldtogs och misshandlades.
Huvudstaden Dili och stora delar av landet förstördes innan en Australien-ledd fredsstyrka tog över oktober 1999, följt några månader senare av en administration utsedd av FN.
Till slut, efter direkta påtryckningar från regeringen Clinton, tvingades Indonesien att acceptera valresultatet och ge Östtimor självständighet den 20 maj 2002. Östtimor tilläts bli medlem i FN den 27 september 2002.
Östtimoriansk politik domineras av två läger: företrädare för det gamla självständighetspartiet Revolutionära fronten för ett självständigt Östtimor (Fretilin), samt politiker i kretsen kring den forna gerillaledaren, presidenten och premiärministern Xanana Gusmão och partiet Nationella kongressen för återuppbyggnad av Östtimor (CNRT). Sedan sommaren 2020 regeras landet av en Fretilinledd fyrpartiregering under premiärminister Taur Matan Ruak. 

## Geografi

### Topografi och hydrografi
Östtimor ligger på östra delen av ön Timor, tillhör Malackaarkipelagen och är den största och östligaste bland Små Sundaöarna. Norr om ön ligger Ombaisundet och Wetarsundet, och syd om ön ligger Timorhavet som skiljer ön från Australien. Väst om landet ligger på samma ö den indonesiska provinsen Nusa Tenggara Timur. Den högsta punkten i Östtimor är Mount Ramelau, som når en höjd om 2 986 meter över havet.
Landskapet domineras av en bergskedja med flera inaktiva vulkaner. Från bergen rinner många floder ned mot kusten. Under den indonesiska ockupationen minskade den ursprungliga skogen vilket har lett till jorderosion och landet är mycket känsligt för översvämningar.

### Klimat
Landet åtnjuter ett tropiskt klimat, och det är normalt sett varmt och fuktigt, det förekommer dock regniga och torra perioder. 

### Naturskydd

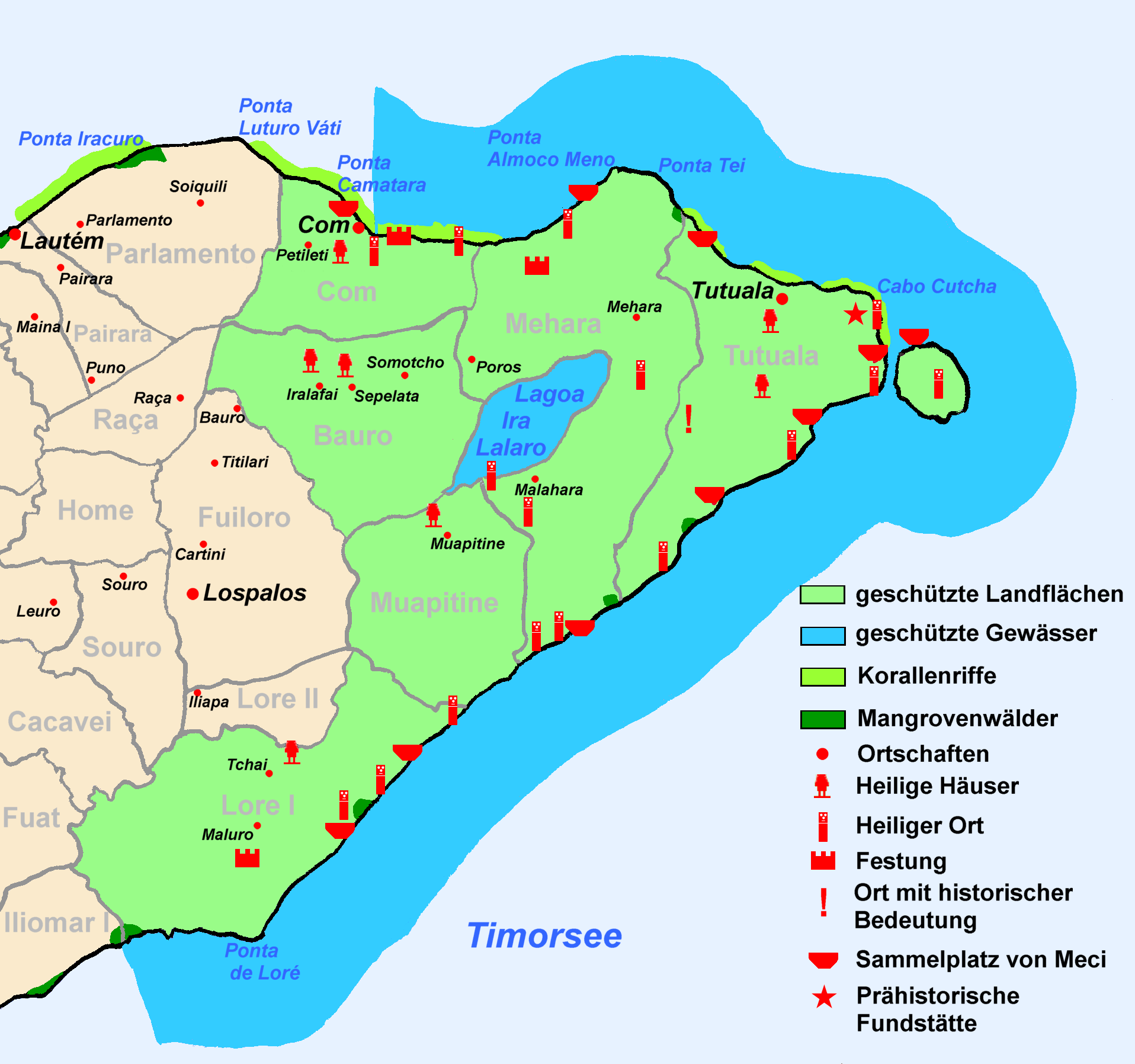
Nationalparken Nino Konis Santana.

I den östligaste delen av Östtimor ligger nationalparken Nino Konis Santana med sjön Ira Lalara. Parken är ett viktigt fågelskyddsområde. Kusten runt parken är omgiven av korallrev och är en del av världens rikaste biologiska mångfald.

## Styre och politik

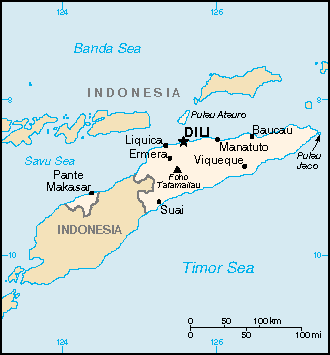
Östtimor

### Författning och styre
Östtimor är en republik med presidenten som högsta ledare. Presidenten väljs i allmänna val och presidenten utser därefter statsministern ur det parti som fått flest röster. De största partierna är Revolutionära fronten för ett självständigt Östtimor, FRETILIN och Nationella rådet för återuppbyggnad av Timor, CNRT.

### Administrativ indelning

Östtimors administrativa indelning.

Östtimor är indelad i 14 distrikt som är grupperade i 5 regioner. Dessa distrikt är vidare indelade i 66 smådistrikt, som i sin tur är indelade i 452 mindre administrativa enheter, sucos.
Region 1
- Distrikt: Baucau, Lautem, Viqueque

Region 2
- Distrikt: Ainaro, Manatuto, Manufahi

Region 3
- Distrikt: Aileu, Atauro, Dili, Ermera

Region 4
- Distrikt: Bobonaro, Covalima, Liquiçá

Region 5
- Särskild administrativ region: Oe-Cusse Ambeno

Oe-Cusse Ambeno ligger på den västra delen av ön Timor, som en exklav i den indonesiska provinsen Nusa Tenggara Timur. Av landets 452 sucos räknas 38 vara av tätortskaraktär, vilka är grupperade i 15 centralorter.

### Politik

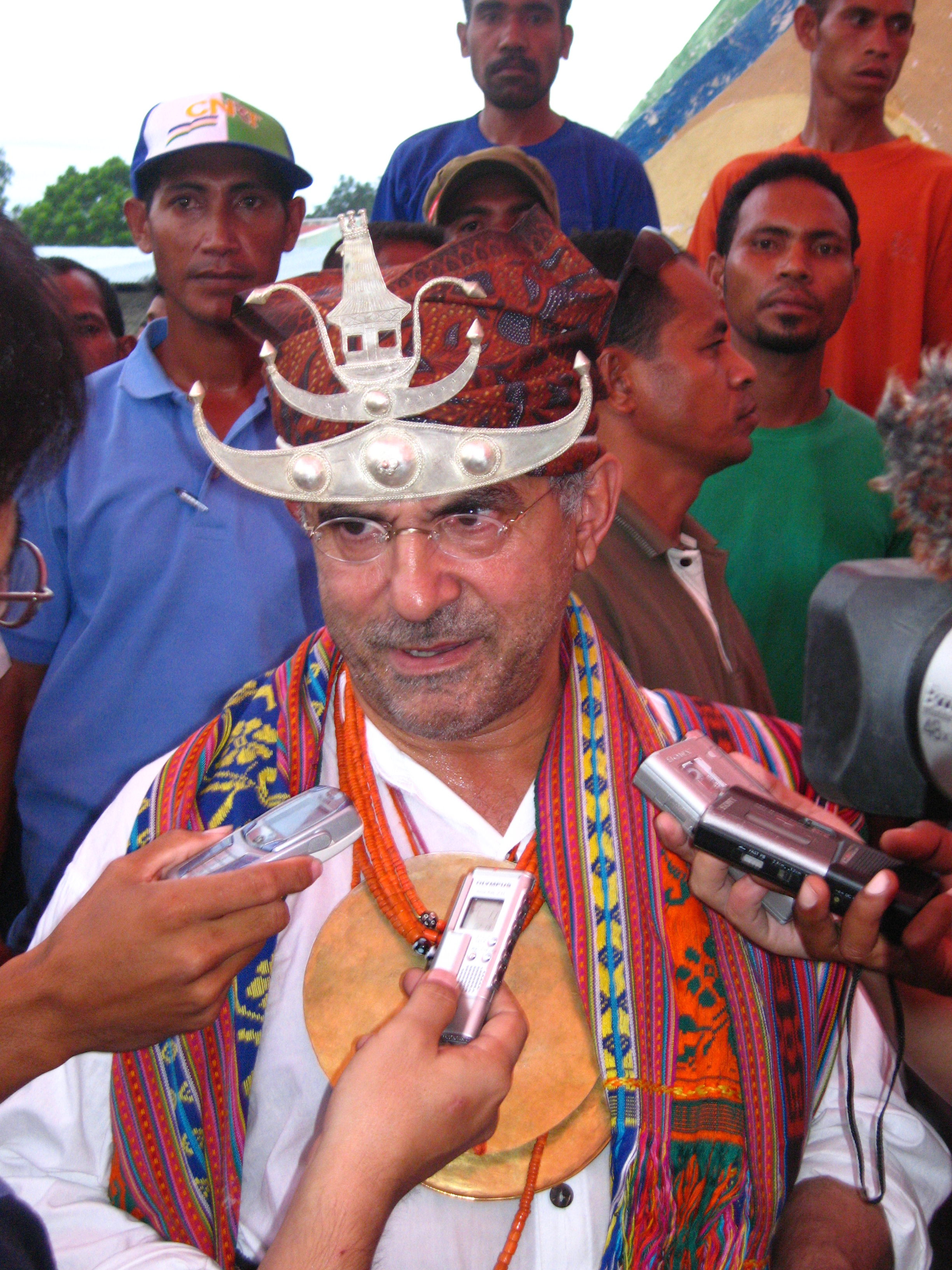
Presidentvalskampanj 2007.

Landets förste president blev Xanana Gusmão. Gusmão ställde inte upp för en andra period i presidentvalet 2007 utan kom istället att byta ämbete med premiärministern José Ramos-Horta. Ramos-Horta skottskadades i ett attentat 11 februari 2008. Han angreps i presidentresidenset och träffades av skott i magen.
Den sittande presidenten Jose Ramos-Horta förlorade i presidentvalet 2012. I andra valomgången i april 2012 segrade Taur Matan Ruak mot den f.d. talmannen, Fretilinledaren Francisco Guterres ”Lu Olo”.

## Ekonomi och infrastruktur
Östtimor är ett utvecklingsland och kännetecknas av djup fattigdom och ojämn inkomstfördelning. Jordbruket har inte utvecklats och baseras fortfarande till stor del på självhushållning. Men det senaste decenniet har förutsättningar för en god utveckling skapats efter åratal av interna stridigheter. Östtimor är helt beroende av bistånd. Förenta nationerna, Världsbanken och den Asiatiska utvecklingsbanken har hjälp till att återuppbygga ekonomin. 70 procent av befolkningen lever på att odla mat för egen konsumtion.
Östtimor är ett land med mycket pengar men med många fattiga invånare. Samtidigt som olje- och naturgasutvinning ger goda inkomster till staten lever ungefär var tredje invånare i fattigdom. En viktig inkomstkälla förutom olja och gas är kaffeexport.

### Näringsliv

#### Jord- och skogsbruk, fiske
Enligt 2004 års folkräkning arbetar 78 procent inom jordbruk, skogsbruk och fiske.
Kaffe är en viktig exportgröda och odlas på berget Rameleaus sluttningar. 67 000 hushåll är engagerade i dessa odlingar. En stor del av produktionen köps upp av Starbucks.
När portugiserna lämnade Östtimor 1975 var landet till 100 % täckt av skog. Men därefter har avskogningen gått skrämmande fort. Indonesien avverkade teak, sekvoja, sandelträ, och mahogny och 1999 återstod bara 1 % av skogsmark. Den utbredda användningen av ved för matlagning har också bidragit till avskogning. Från år 2000 har FN:s utvecklingsprogram startat flera program för återplantering.

### Energi och råvaror
Norge har bidragit till att bygga upp elnätet på Östtimor och byggt ett vattenkraftverk i bergen söder om Baucau. Wärtsilä i Finland har levererat sju oljekraftverk till Dili.
Fortfarande använder hälften av alla hushåll dieselgeneratorer för att producera hushållsel. För matlagning använder 90 procent ved.
Östtimor har stora tillgångar av olja och naturgas och det finns indikationer om flera mineraler.

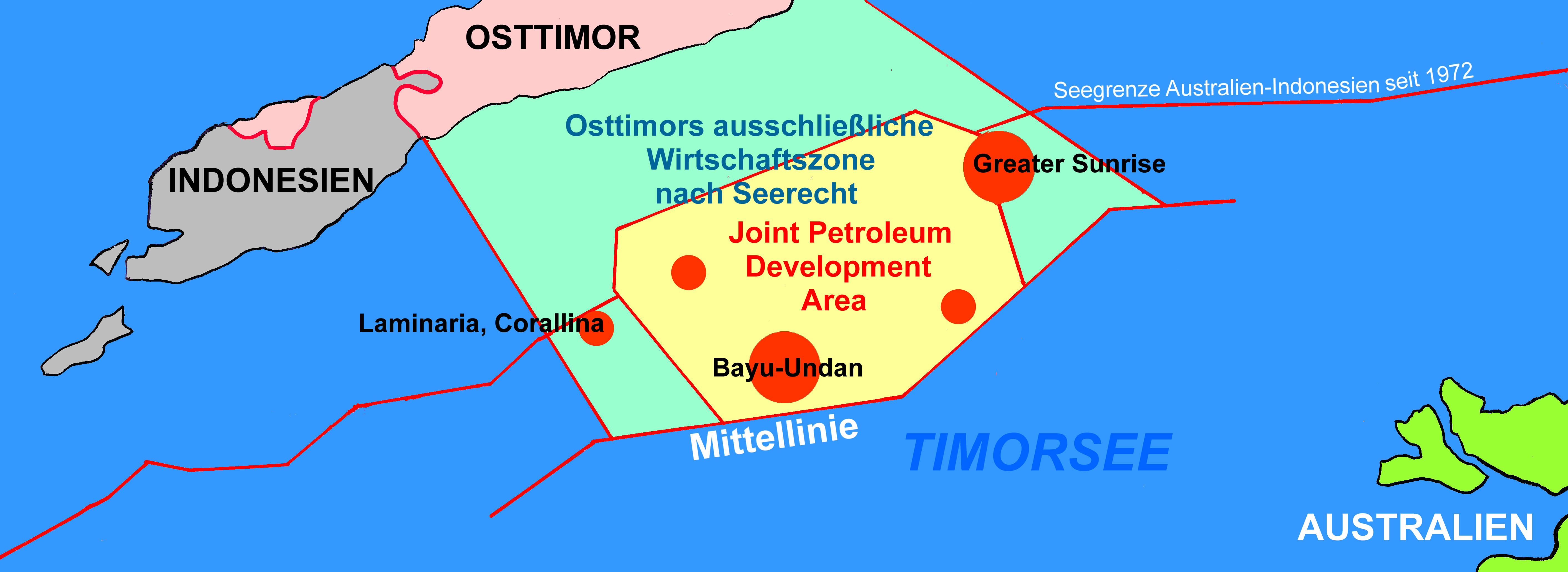
Omstridd gräns i Timorsjön.

Men Australien gör anspråk på en stor del av oljetillgångarna i havet eftersom  den maritima gränsen är omtvistad. Australien hävdade att havsgränsen skulle dras mitt emellan Indonesien och Australien och hade stöd av USA som förordade att Portugisiska Timor skulle ingå i Indonesien. Ett avtal tecknades 1972 mellan Australien och Indonesien. I juni 1974 upptäcker ett oljebolag en oljekälla vid Greater Sunrise söder om medianlinjen.  2016 vänder sig premiärminister Rui Araújo till FN och begär fastställande av Östtimors exklusiva ekonomiska zon. De stora oljefälten Greater Sunrise och Bayu-Undan hamnade i Östtimors zon.

### Infrastruktur

#### Vatten
Vattenförsörjningen är ett problem. Endast 66 procent av hushållen har tillgång till rena dricksvattenkällor.

#### Transporter
Den enda internationella flygplatsen ligger i Dili, och det finns flygfält i Baucau och Oe-Cusse Ambeno, som används för inrikesflyg. Dilis flygplats kan inte ta emot större flygplan.

## Befolkning

### Demografi

#### Större städer
Huvudstaden är Dili, och den näst största staden är Baucau. 

#### Minoriteter
De flesta östtimorianerna tillhör en av ett drygt tiotal folkgrupper: atoni, belu, tetum, galoli, nambi, tokode, fatalucu, makasae, madiki, idate, mambai, bunak eller kemak. De fyra största av dessa grupper är atoni, belu, tetum och mambai. De flesta av dessa grupper är austronesisktalande folk, men här finns även papuanska folk. Atoni, som främst bor i de centrala bergstrakterna, sägs ha rötter från aboriginer som invandrat från Australien.
Under den indonesiska ockupationen (1975–1999) invandrade en mängd indoneser, vilka till slut kom att utgöra en femtedel av befolkningen. Denna invandring skapade spänningar mellan muslimska nykomlingar (från Indonesien) och infödda östtimorianer (mestadels kristna). Bland annat ökade konkurrensen om den värdefulla odlingsmarken. Våldsvågen 1999 ledde till att de flesta av dessa invandrare flydde från Östtimor.
Cirka 2 procent av befolkningen är del av den kinesiska minoriteten, som etablerades när Portugal koloniserat området på 1500-talet. De kom att bosätta sig i städerna och försörja sig inom handeln, som mellanhänder mellan bönder och portugiser. De flesta kineser bor än idag i städerna.

### Språk
Mellan 15 och 40 olika språk/dialekter talas i Östtimor, där de flesta är austronesiska språk och en mindre andel papuanska. Det största lokala språket är tetum, och det har i en förenklad form utvecklats till ett lingua franca i landet; detta språk talas av cirka 90 procent av invånarna.
Även indonesiska förstås av en majoritet av landets invånare, inte minst bland den yngre generationen. Indonesiska var officiellt språk och utbildningsspråk under Indonesiens ockupation 1975–1999. Vissa äldre östtimorianer kan även portugisiska, vilket fortfarande är språket bland den politiska och sociala eliten. Portugisiska förstås och behärskas emellertid bara av en femtedel av östtimorianerna och talas aktivt av cirka 5 procent. Inom den kinesiska folkgruppen dominerar mandarin och kantonesiska.
Sedan självständigheten 2002 fungerar portugisiska och tetum som officiella språk, medan indonesiska och engelska är klassade som "arbetsspråk" för användning bland annat inom utbildningsväsendet. Tetum är framför allt ett talspråk, och den begränsade användningen av portugisiska inom befolkningen har gjort att indonesiska och engelska fått viktiga roller i samhällslivet. Indonesiska har även spritts via TV-serier och engelska till dem med tillgång till Internet.
Denna situation med fyra konkurrerande språk har beskrivits som en "språksoppa", där exempelvis presskonferenser under valkampanjer ofta genomförs på alla dessa språk. Den politiska eliten – inklusive de ledande inom den forna motståndsrörelsen – har varit portugisisktalande, medan befolkningen i övrigt mestadals talat tetum och läst/skrivit indonesiska. Det fattiga Östtimor har också haft begränsade resurser till att genomföra någon omfattande språkreform med exempelvis en standardisering och spridning av tetum som skriftspråk. Inom den politiska eliten ses portugisiska fortfarande som "motståndets språk", och portugisiskans unika ställning inom statsapparaten har lett till en arbetsmässig diskriminering av östtimorianer som inte behärskar språket.
Sedan självständigheten har dock kunskapen i portugisiska ökat, och 2012 kunde 35 procent av befolkningen tala, läsa och skriva på språket – jämfört med 5 procent enligt en FN-rapport från sex år tidigare. Portugisiskan användes nu som lärospråk på de flesta stadierna inom skolsystemet. 2012 listades läs- och skrivkunnigheten i de olika språken som 78 (tetum), 56 (indonesiska) och 40 procent (portugisiska). Läs- och skrivkunnigheten i något språk hade då ökat mellan 2009 och 2012 från 73 till 83 procent. Folkräkningen 2015 angav att 50 procent av befolkningen mellan 14 och 24 år då kunde tala och förstå portugisiska; samma år var 15 procent av befolkningen över fem års ålder läs- och skrivkunnig i engelska.

### Religion
Religionsfrihet är garanterad i författningen och respekteras även i praktiken. Nästan alla östtimorianer är katoliker, men det finns också små grupper av protestanter, muslimer, hinduer och buddhister. Traditionella inhemska religioner utövas också. Islam kom till området med inflyttade indoneser, främst under 1990-talet.

## Kultur

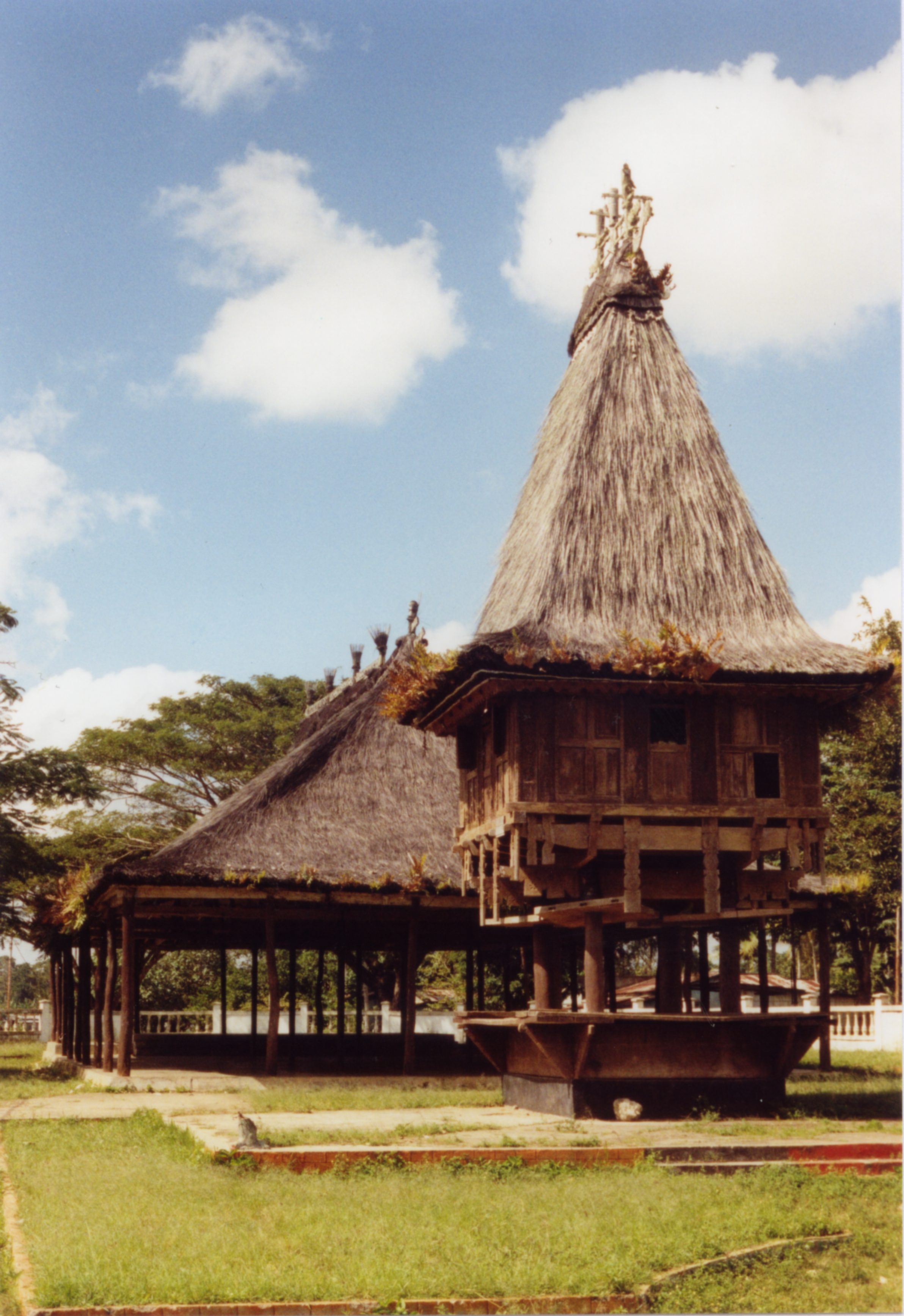
Heligt hus i Lospalos.

Östtimors kultur har drag av Portugal, katolska kyrkan och Indonesien, men det finns även inslag från melanesisk kultur. I deras skapelsemyt finns legenden om den gamla krokodilen som dog och kroppen blev till ön Timor. Timoreser i diasporan säger att de lämnat krokodilen.

### Konstarter

#### Musik

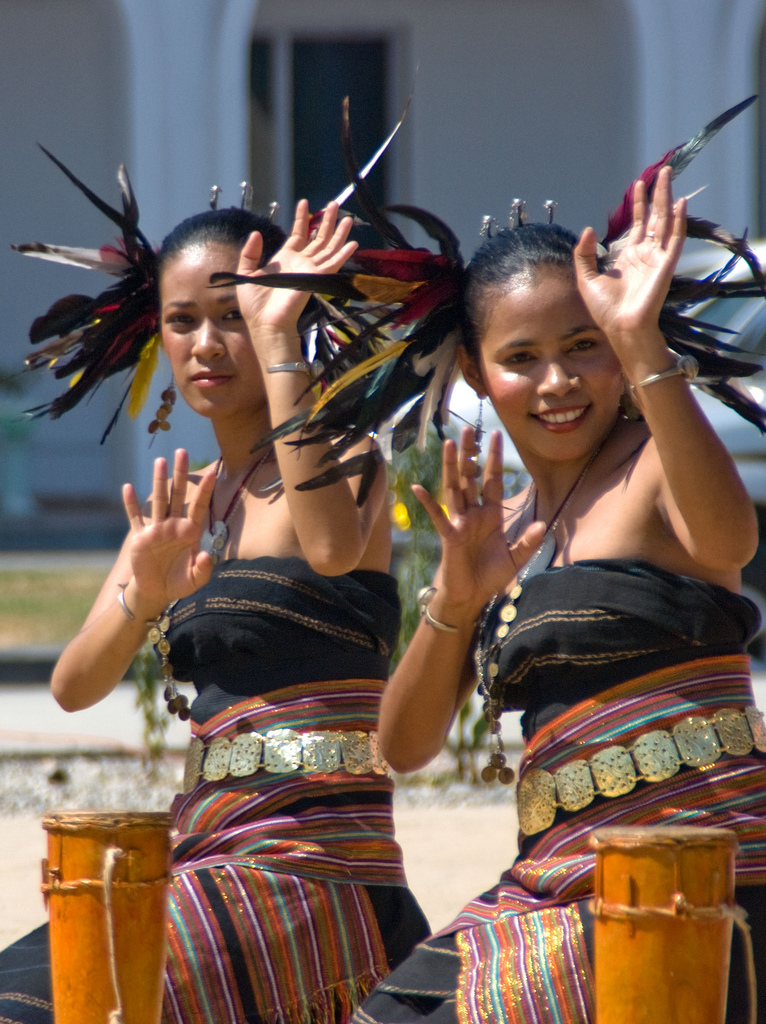
Timoresiska dansare.

Östtimors musik har påverkats av Portugal och Indonesien med sina musikstilar Fado respektive Gamelan. Traditionell folkmusik utförs av kvinnor som välkomnar männen när de kommer hem från ett krig.

#### Arkitektur
De traditionella husen är delade i två grupper, sovhus (Uma Tidor) och heliga hus (Uma Lulik). Husen är i allmänhet kvadratiska och har branta tak. De heliga husen står på pålar. Under den indonesiska ockupationen förstördes de flesta heliga hus. Sedan självständigheten byggs nya heliga hus och denna arkitektoniska stil har också använts för moderna byggnader såsom presidentpalatset, flygplatsen i Dili och hamnen i Dili.

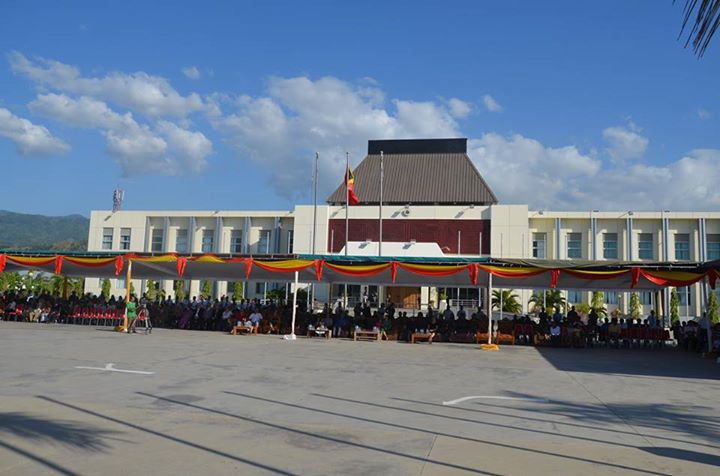
Presidentenpalast i Östtimor
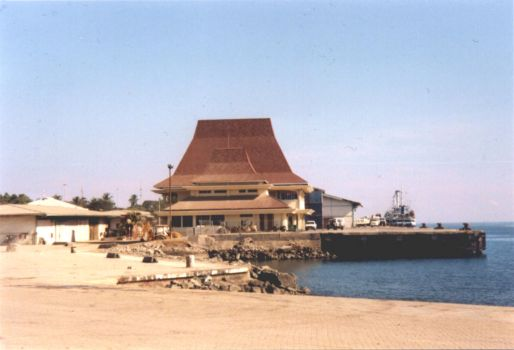
Dilis hamn

### Traditioner

#### Matkultur
Det östtimorianska köket använder regionala matvaror som fläsk, fisk, basilika, tamarind, grönsaker, majs, ris och rotfrukter. Köket är influerat av maträtter från Sydostasien och portugisiska kolonier.

#### Övrigt seder och traditioner

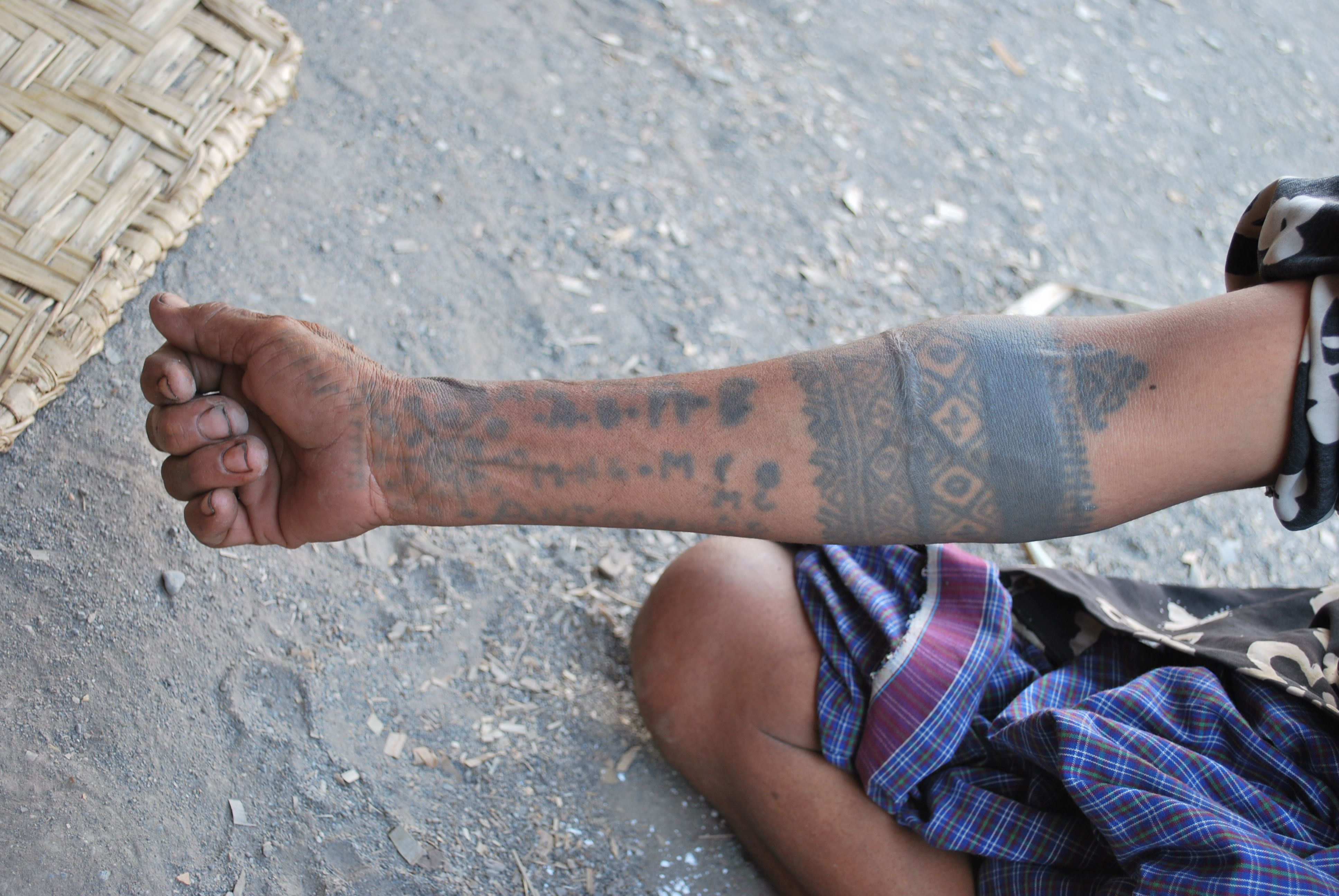
Traditionell tatuering hos en kvinna från Suai.

Timorön har en lång tradition av tatueringar. Var femte person har tatueringar. Vid begravningar kunde de närmaste släktingarna få en tatuering till minne av den avlidna. I Suai var det vanligt med tatueringar vid förlovningsceremonier. Fästmannen utför en tatuering på fästmöns armar.

## Internationella rankningar
| Organisation                                | Undersökning                   | Bedömning                                  | Rankning   |
| ------------------------------------------- | ------------------------------ | ------------------------------------------ | ---------- |
| Heritage Foundation/The Wall Street Journal | Ekonomisk frihet-index 2019    | 44,2 (Repressed)                           | 172 av 178 |
| Reportrar utan gränser                      | World Press Freedom Index 2019 | 29,93 (0 är bäst)                          | 84 av 180  |
| Transparency International                  | Korruptionsindex 2018          | 35 (0 är väldigt korrupt-100 väldigt rent) | 105 av 180 |
| FN:s utvecklingsprogram                     | Human Development Index 2018   | 0,626 - Medium human development           | 131 av 189 |